# オンテックス
株式会社オンテックス（英: ONTEX INC.）は、日本の住宅、ビル、およびマンションのリフォーム会社。

## 概要
1984年創業。リフォームの他に不動産事業、温浴事業なども行っている。塗装工事会社としては、日本で初めて、自社職人の専門教育施設、オンテックス・テクニカルスクール（職業訓練認定校）を設立した企業である。自社塗料の開発・製造を行っており、北海道の旭川市と沖縄県の宮古島にて暴露試験を行っている。特定建設業許可：国土交通大臣許可（特-2）第20381号。リフォーム専業（外装）売上高13年連続1位。2017年からCMイメージキャラクターとして、デーモン閣下を起用している。

## 会社沿革
- 1984年7月 - オザサ塗装工業創業（大阪市住吉区）
- 1986年3月 - 資材センター開設（大阪市東住吉区）
- 1987年2月 - 建設業許可 大阪府知事登録
- 1988年5月 - 株式会社オザサ設立
- 1991年1月 - 日本ペイント特約店契約
- 1993年5月 - 関西ペイント特約店契約
- 1997年1月 - 本社ビル竣工（大阪市住吉区）
- 1997年2月 - 建設業許可 建設大臣登録
- 1997年8月 - 一級建築士事務所 大阪府知事登録
- 1998年10月 - 「OBP工法」特許出願
- 1999年4月 - 関西大学先端科学技術推進機構との委託研究契約締結
- 2000年1月 - 品質マネジメントシステムの国際規格「ISO9002」認証取得
- 2000年7月 - 株式会社オンテックスに社名変更
- 2000年12月 - 外断熱塗材・外断熱工法「E-テックスプロヒート工法」開発・特許出願
- 2002年1月 - 環境マネジメントシステムの国際規格「ISO14001」認証取得
- 2002年5月 - 遮熱塗料「サーモテクト」開発・商標出願
- 2002年12月 - 品質マネジメントシステムを「ISO9002」から「ISO9001」に移行
- 2003年6月 - 「モールドテクト」「ウォームテクト」エコマーク商品認定
- 2005年3月 - 第1回・第2回・第3回無担保社債（合計12.5億円）発行
- 2005年4月 - 株式会社オンテックス・プラス（現 株式会社バリューエージェント）に販売促進事業を営業譲渡
- 2005年7月 - 特定建設業許可 国土交通大臣登録
- 2005年8月 - スーパー銭湯「さらさのゆ」オープン
- 2006年3月 - 第4回無担保社債（3億円）発行
- 2006年4月 - 技能士育成施設「オンテックス・テクニカルスクール」開校
- 2006年11月 - 新本社ビル竣工（大阪市浪速区）
- 2008年3月 - 「オンテックス・テクニカルスクール」が大阪府に職業訓練校として認定
- 2008年4月 - neoスーパー銭湯「美笹のゆ」オープン
- 2009年2月 - 株式会社リンククリエートに法人部門の一部を事業譲渡
- 2009年4月 - 第5回無担保社債（3億円）発行
- 2009年4月 - スーパー銭湯「蔵前温泉 さらさのゆ」リニューアルオープン
- 2010年1月 - 東京本社開設（東京都立川市）
- 2010年9月 - 不動産仲介店舗「サーガス」オープン
- 2012年4月 - 第6回無担保社債（1億円）発行
- 2012年12月 - 「リフォーミー 泉佐野店」オープン
- 2014年1月 - 第7回無担保社債（1億円）発行
- 2014年3月 - 「オンテックス太陽光発電つくば研究所」創設
- 2017年5月 - 第8回無担保社債（5億円）発行
- 2018年2月 - ホテル「J-SHIP大阪難波」オープン
- 2018年3月 - 第9回無担保社債（3億円）発行
- 2018年4月 - 「OMC工法」開発
- 2020年4月 - neoスーパー銭湯「積善温泉 美笹のゆ」リニューアルオープン
- 2020年10月 - 一般社団法人 日本経済団体連合会に加入
- 2021年5月 - 「OMCローラー」特許取得
- 2022年5月 - 「塗装材の吹付けガン」特許取得

## 認定職業訓練
2006年4月に企業内に開校したオンテックス・テクニカルスクール は、2008年3月には大阪府より認定職業訓練（普通職業訓練）として認定を受けた ことにより、職業能力開発促進法第24条及び第25条に基づいて職業能力開発校として位置付けられた。同法第21条および第26条の2に基づき技能照査に合格することにより技能士補の称号が得られ、2級技能検定試験の全学科が免除される。

## その他
2007年、新本社ビルが「近畿ニューオフィス奨励賞」を受賞している。
2017年、貝塚市に救急講習機材一式を寄贈し、感謝状を受賞している。
2017年、和泉市に無人航空機2機を寄贈し、感謝状を受賞している。
2017年、富田林市に消防・防災関連物を寄贈し、感謝状を受賞している。
2017年、大阪市消防局に消防車とマイクロバスを寄贈し、感謝状を受賞している。
2017年、堺市に応急手当普及啓発用器材を寄贈し、感謝状を受賞している。
2018年、日本赤十字社に献血活動などの取り組みを表彰され、感謝状を受賞している。
2019年、富田林市に消防・防災用品として「オフロード電動アシスト付き自転車」を寄贈し、感謝状を受賞している。
2019年、地方公共団体への寄付支援により、日本国天皇から紺綬褒章を受章している。
2019年、大阪市に消防局へ防災用品を寄贈し、感謝状を受賞している。
2020年、富田林市に消防・防災用品として「現場指揮用タブレット」を寄贈し、感謝状を授与している。
2020年、和泉市に消防旗を寄贈し、感謝状を授与している。
2020年、堺市に防災用品を寄贈し、感謝状を授与している。
2021年、大阪市に防火防災啓発用のVRゴーグルを寄贈し、感謝状を授与している。
2022年、ウクライナへの人道支援として、日本赤十字社を通じて寄付を行う。
2022年、貝塚市に災害対策資器材を寄贈し、感謝状を授与している。
2022年、大阪市に防火防災啓発用電動自転車を寄贈し、感謝状を授与している。
2022年、京都市の二条城本格修理事業に寄付を行い、感謝状を授与している。
2023年、社会貢献への取り組みとして大阪市住吉区の区政推進基金への寄付を行い、感謝状を授与している。
2023年、社会貢献への取り組みとして大阪市こどもの貧困対策の推進及びこども青少年関係(児童福祉事業用)への寄付を行い、　　　　　　　　　　感謝状を授与している。
2023年、社会貢献への取り組みとして大阪市社会福祉事業資金への寄付を行い、感謝状を授与している。
2023年、社会貢献への取り組みとして大阪ハートフル基金への寄付を行い、感謝状を授与している。
2023年、社会貢献への取り組みとして大阪府新型コロナウイルス助け合い基金への寄付を行い、感謝状を授与している。
2023年、社会貢献への取り組みとして大阪府地域防災基金への寄付を行い、感謝状を授与している。
2023年、社会貢献への取り組みとしてみどりの基金への寄付を行い、感謝状を授与している。
2023年、社会貢献への取り組みとして貝塚市に消防活動用の防災マルチライト五式の寄贈を行い、感謝状を授与している。
2023年、社会貢献への取り組みとして大阪市消防局へガラスカッターなどの寄付を行い、感謝状を授与している。
2023年、社会貢献への取り組みとして名古屋市東区防犯連合会へ寄付を行い、感謝状を授与している。
2023年、京都市二条城の修繕事業への寄付支援により、日本国天皇から紺綬褒章を授与している。
2023年、社会貢献活動の一環として、浪速消防署へ防火啓発活動の際に利用できる消防車型電動カーの寄贈を行う。
2024年、社会貢献活動として神戸市への寄付を行い、感謝状を授与している。
2024年、社会貢献の取り組みとして貝塚市に消防活動用として拡声器他計14個の寄贈を行い、感謝状を授与している。
2024年、社会貢献活動として名古屋市東区防犯連合会への寄付を行い、感謝状を授与している。
2024年、社会貢献活動として八王子防犯協会への寄付を行い、感謝状を授与している。
2024年、社会福祉法人石井記念愛染園 愛染橋病院(大阪市浪速区)へ人口呼吸器の寄贈を行い、感謝状を授与している。
2024年、住吉警察署長および住吉防犯協会会長より、防犯活動における多大な貢献が認められ、功労者として表彰された。
2024年、オリコン顧客満足度(R)調査において、「戸建てリフォーム リフォーム専業」部門で第1位を授与している。
2024年、兵庫県警察より特殊詐欺防止に関する取り組みがたたえられ、感謝状を授与している。
2025年、静岡県警察本部にて「特殊詐欺等総合対策」における宣言式に参加。
2025年、貝塚市に熱中症対策の一環として「ミストファン」及び「クーラーボックス」を寄贈し、感謝状を授与している。

## テレビ番組
- 日経スペシャル カンブリア宮殿 「若手のやる気の引き出し方教えます！ ～伝説のカリスマ社長兄弟」（2008年4月28日、テレビ東京）- 出演：会長 小笹公也[27]。
- BEAT 時代の鼓動 （2020年5月10日、読売テレビ）- 一般住宅を主に、外壁や屋根の塗装を行い、塗料の開発製造・販売・施工を一貫体制で担っている関西の企業として紹介[28]。

## 書籍

### 関連書籍
- 『すべての汗は報われる 中卒CEOは、部下1100人の元プロボクサー』（著者:小笹公也）（2003年11月25日、経済界）ISBN 9784766782738
- 『大学では教えてくれない経営論 社員の経営者意識が持続的成長へ』（著者:小笹公也）（2006年12月22日、経済界）ISBN 9784766783865
- 『自分のカラを破る力が湧く言葉』（共著者:小笹公也 小笹芳央）（2007年12月5日、経済界）ISBN 9784766784107